# Кашинаца (Варезе)
Кашинаца је насеље у Италији у округу Варезе, региону Ломбардија.
Према процени из 2011. у насељу је живело 17 становника. Насеље се налази на надморској висини од 227 м.